# Epica
Epica ist eine 2002 gegründete Symphonic-Metal-Band aus den Niederlanden.

## Geschichte

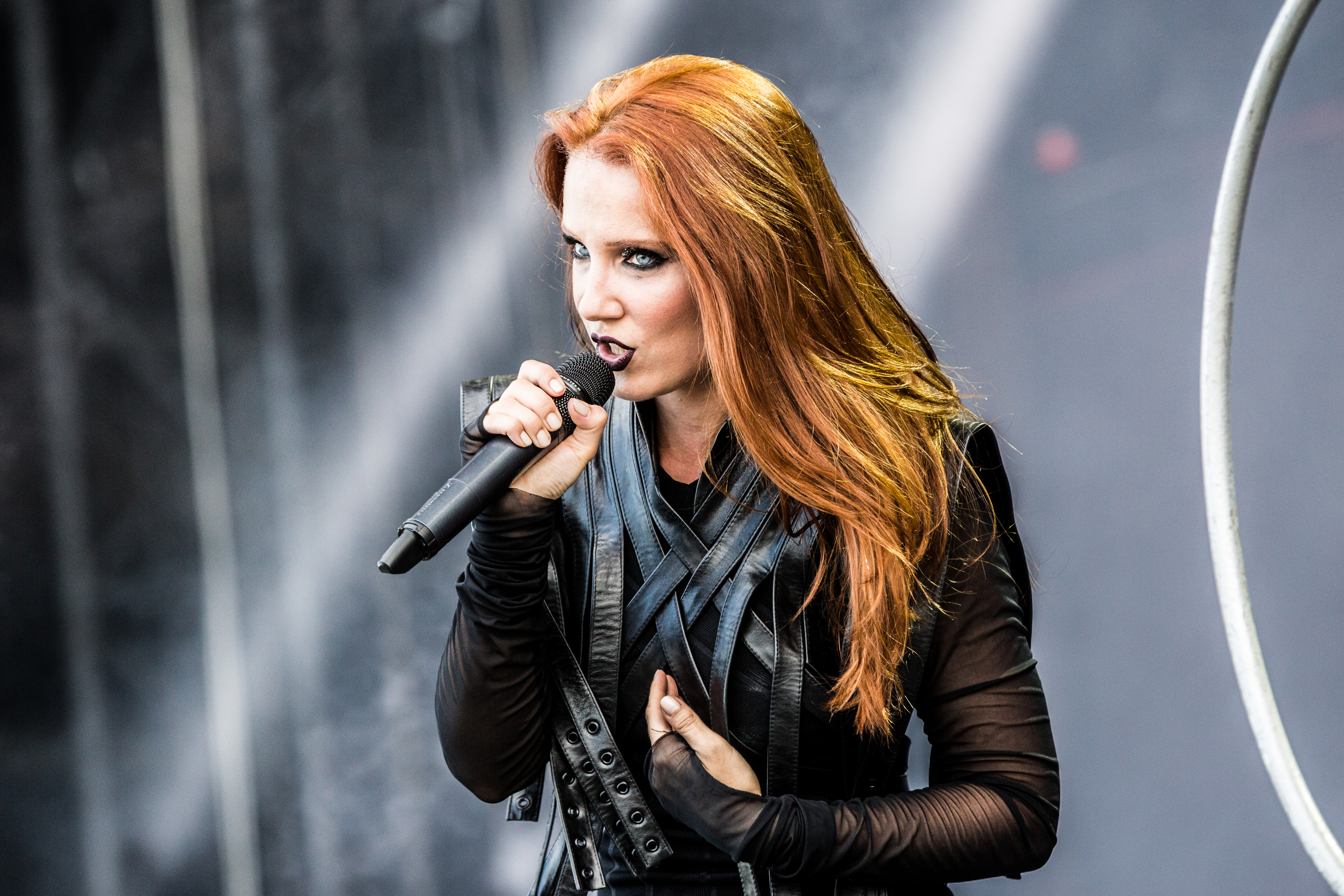
Simone Simons, Frontfrau von Epica, auf dem Summer Breeze 2017

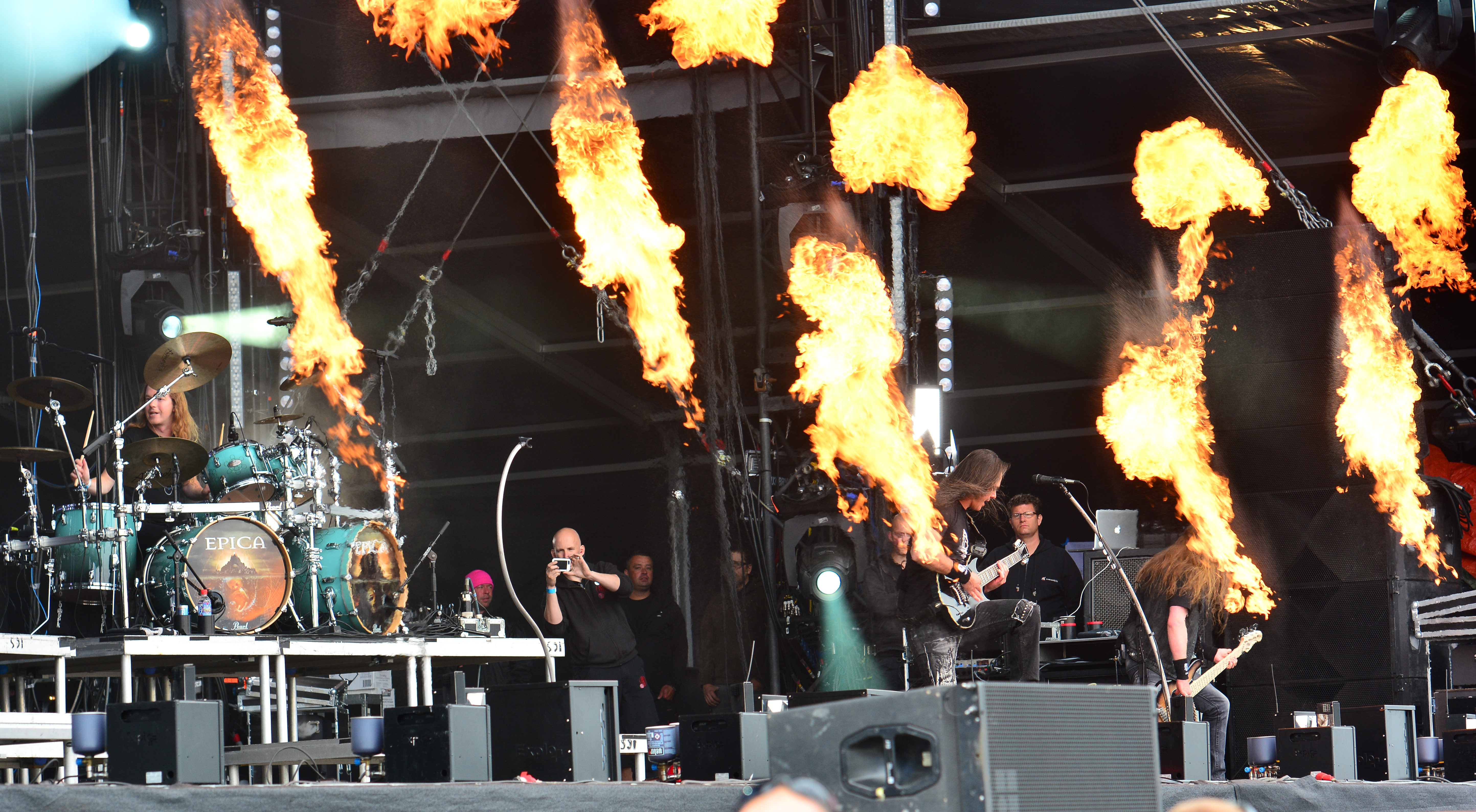
Epica, Bühnenschau auf dem Wacken Open Air 2015

Epica entstand aus der Band Sahara Dust, die Mitte 2002 von Mark Jansen (Grunts, Gitarre) zusammen mit Helena Iren Michaelsen (Gesang), Ad Sluijter (Gitarre), Coen Janssen (Keyboard) und Iwan Hendrikx (Schlagzeug) gegründet wurde. Nachdem Helena Iren Michaelsen und Iwan Hendrikx die Band bereits Ende 2002 wieder verließen, stießen Simone Simons (Gesang) und Jeroen Simons (Schlagzeug) hinzu. Als Fans der Band Kamelot benannten sie die Band nach deren Album Epica um.
2006 verließ Jeroen Simons die Band, um sich anderen musikalischen Projekten zu widmen. Er wurde durch Ariën van Weesenbeek (God Dethroned) ersetzt.
Im Juni 2003 veröffentlichten sie beim Label Transmission Records ihr erstes Album The Phantom Agony, zwei Jahre später das Album Consign to Oblivion sowie das Filmmusik-Album The Score, das den von Epica komponierten Soundtrack zum niederländischen Film Joyride beinhaltet.
Mit dem Bankrott ihres Plattenlabels Transmission Records begann für Epica auch die Suche nach einem neuen Plattenlabel. Am 24. April 2007 gaben sie bekannt, dass von nun an Nuclear Blast ihr neues Label sein wird.
Zu Beginn ihrer ersten großen Tournee durch Nordamerika veröffentlichte die Band am 7. September 2007 in Deutschland ihr drittes Studioalbum The Divine Conspiracy. Auf dem Konzeptalbum über Religion, das 13 Tracks enthält, steuert Sander Gommans (After Forever) in einem Lied Grunts bei, was auch ein Zeichen sein soll, dass ehemalige Rivalitäten zwischen den zwei Bands inzwischen beigelegt sind. Die erste Single ist der Song Never Enough, zu dem es zwei Videos gibt.
Am 10. Januar 2008 vermeldeten Epica auf ihrer Website, dass Simone Simons an einer Infektion mit multiresistenten Staphylokokken (MRSA) leidet und deshalb die meisten anstehenden Auftritte abgesagt werden müssen. Nach einer weiteren Verschlechterung ihres Gesundheitszustandes beschloss die Band, bis zu ihrer vollständigen Genesung komplett auf Shows zu verzichten. Lediglich die US-Tournee Ende April/Anfang Mai 2008 wurde wie geplant durchgeführt. Als Sängerin sprang kurzfristig die langjährige Gastmusikerin Amanda Somerville ein. Seit Mitte Mai 2008 finden die Auftritte der Band wieder mit Simone Simons statt. Sie trat auch beim Wacken Open Air 2009 auf.
Am 16. Dezember 2008 gab Gitarrist Ad Sluijter den Ausstieg aus der Band bekannt. Als Grund gab er den mit dem Erfolg verbundenen Stress an, der seine Kreativität behindere. Am 16. Januar 2009 wurde seine Position durch Isaac Delahaye (God Dethroned) ersetzt.
Mitte Mai 2009 veröffentlichten Epica mit The Classical Conspiracy ihr erstes Live-Album, ein Mitschnitt eines Konzerts in Miskolc, Ungarn, welches mit Unterstützung eines professionellen Orchesters und eines Chors aufgenommen wurde. Das Album enthält neben Epicasongs auch Adaptionen klassischer Stücke und Filmsoundtracks.
Das darauf folgende Studioalbum Design Your Universe erschien am 16. Oktober 2009. Im Rahmen eines Gastauftritts singt Tony Kakko von Sonata Arctica darauf in dem Lied „White Waters“ im Duett mit Simone Simons.
Die elfte Single Storm the Sorrow erschien am 3. Februar 2012, das fünfte Studioalbum Requiem for the Indifferent am 9. März 2012.
Im März 2012 verließ Yves Huts die Band. Er wurde durch Rob van der Loo (ex. Delain, MaYaN) ersetzt.
Am 16. September 2012 schrieb Epica zusammen mit Ruurd Woltring das Lied Forevermore mitsamt Videoclip als Beitrag für die holländische Fernsehshow Niks te gek („Nichts zu verrückt“), in der sich geistig behinderte Menschen ihre Träume erfüllen können.
Am 23. März 2013 feierte Epica ihr 10-jähriges Bestehen mit einem großen Konzert in Klokgebouw, Eindhoven. Sie spielten das gut dreistündige Konzert namens Retrospect zusammen mit einem 70-köpfigen Orchester (Extended Remenyi Ede Chamber Orchestra) und dem Chor Choir of Miskolc National Theatre, beide aus Ungarn. Mit beiden hatten sie schon beim Einspielen der Live-CD „The Classical Conspiracy“ zusammen musiziert. Das Konzert zeigte einen Querschnitt aus allen bisher veröffentlichten Epica-Alben. Mit dabei waren auch Floor Jansen (After Forever, ReVamp, Nightwish) und die ehemaligen Epica-Bandmitglieder Ad Sluijter, Jeroen Simons und Yves Huts. Während der Show wurde angekündigt, dass das Konzert auf DVD veröffentlicht werden wird. Der Erscheinungstermin war der 8. November 2013.
Am 24. April 2013 wurde auf der offiziellen Website von Epica mitgeteilt, dass Simone Simons und ihr langjähriger Freund Oliver Palotai (Kamelot) im Sommer ihr erstes Kind erwarten. Deshalb wurden ab Juli keine Live-Shows mehr gespielt. Auch der Auftritt bei Masters of Rock wurde abgesagt. Das Kind wurde am 2. Oktober 2013 geboren und heißt Vincent.
Am 2. Mai 2014 erschien das sechste Studioalbum The Quantum Enigma sowie im Laufe des Jahres drei Single-Auskopplungen.
Das siebte Studioalbum The Holographic Principle erschien am 30. September 2016 und erreichte wenig später Top-10-Platzierungen in den deutschen, niederländischen und Schweizer Alben-Charts.

## Stil
Epica verbindet in ihrer Musik Symphonic Metal und Power Metal. In den frühen Alben werden in den Melodien auch orientalische Arrangements gezeigt.
Die Musik von Epica wird oft als aggressiv, bombastisch und exzessiv bezeichnet, oft auch als episch und majestätisch, manchmal auch als gedämpft und in sich gekehrt. Die Band ist auch bekannt für ihre progressiven Tendenzen.
Auf ihren Alben wird zur realistischen Ergänzung der Samples neben einem kleinen Orchester auch ein kleiner Chor eingesetzt. Der Sopran der Sängerin Simone Simons wird teilweise durch männlichen, gutturalen Gesang unterstützt sowie in den Liedern Trois Vierges und White Waters auch durch klare männliche Vocals von Gastsängern. In ihren Texten setzt sich die Band häufig mit religionskritischen Themen, zum Beispiel mit religiösem Fanatismus, und der Suche nach Wahrheit auseinander.

## Bandmitglieder

Epica live auf dem Rockharz 2019
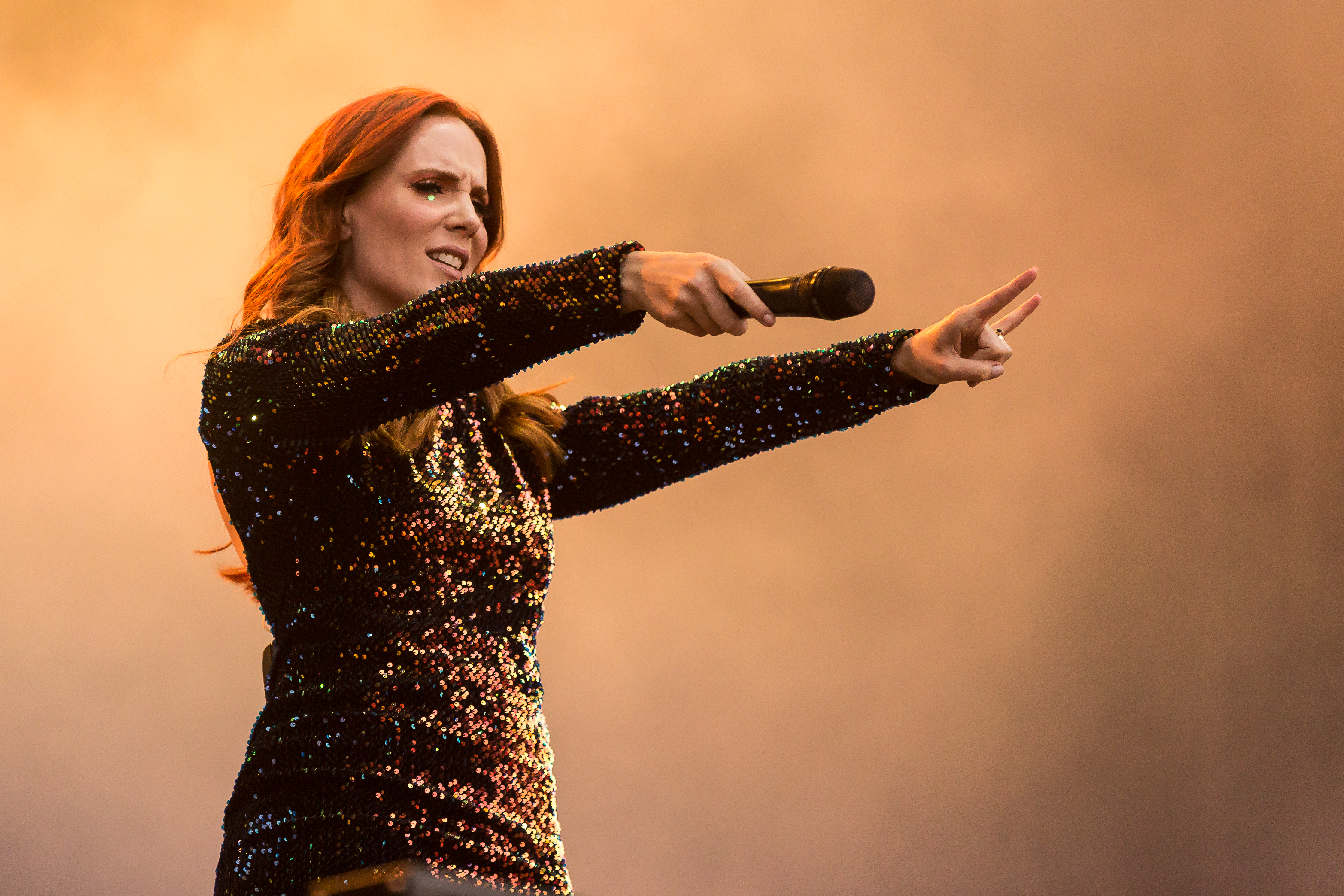
Sängerin Simone Simons
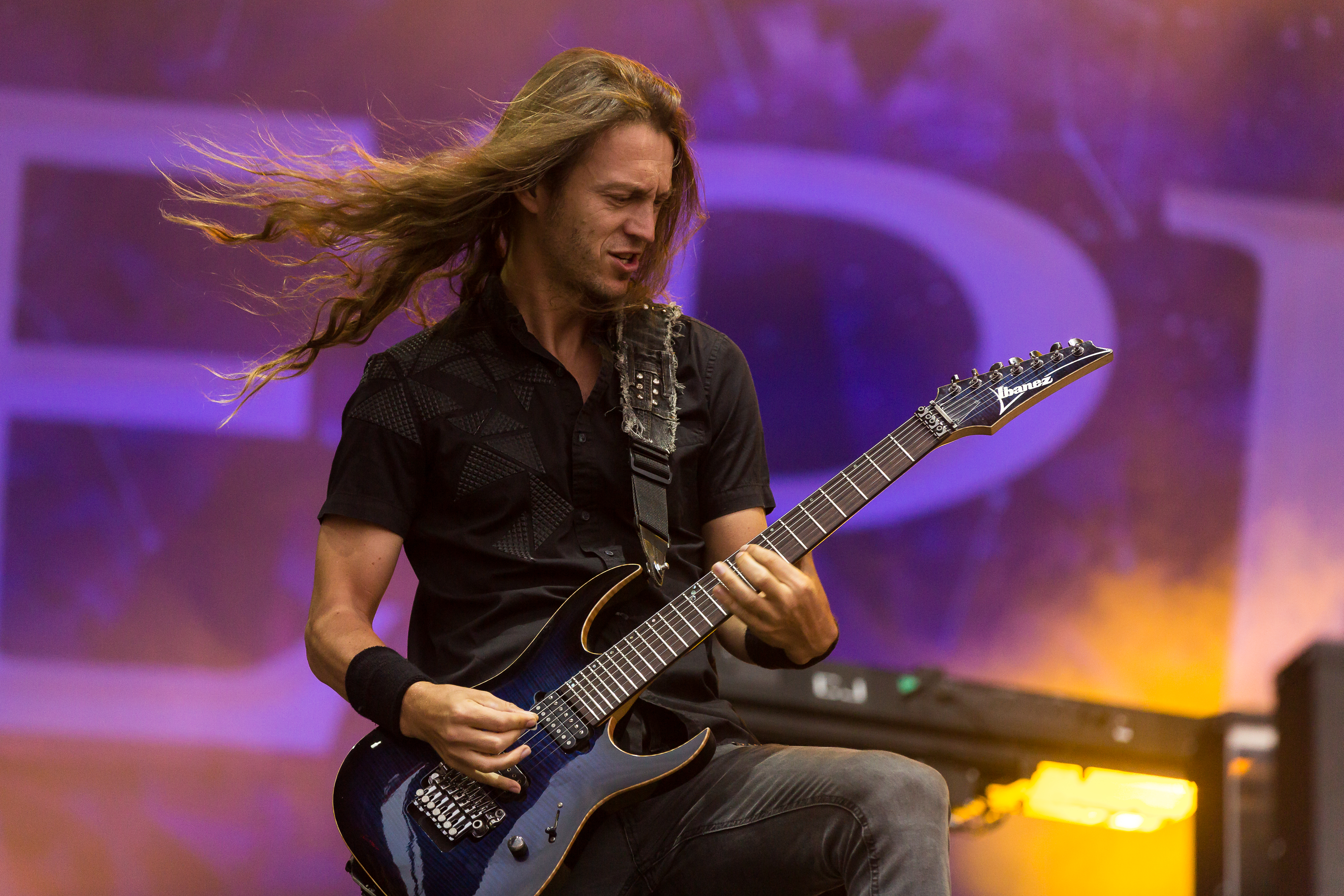
Gitarrist Mark Jansen
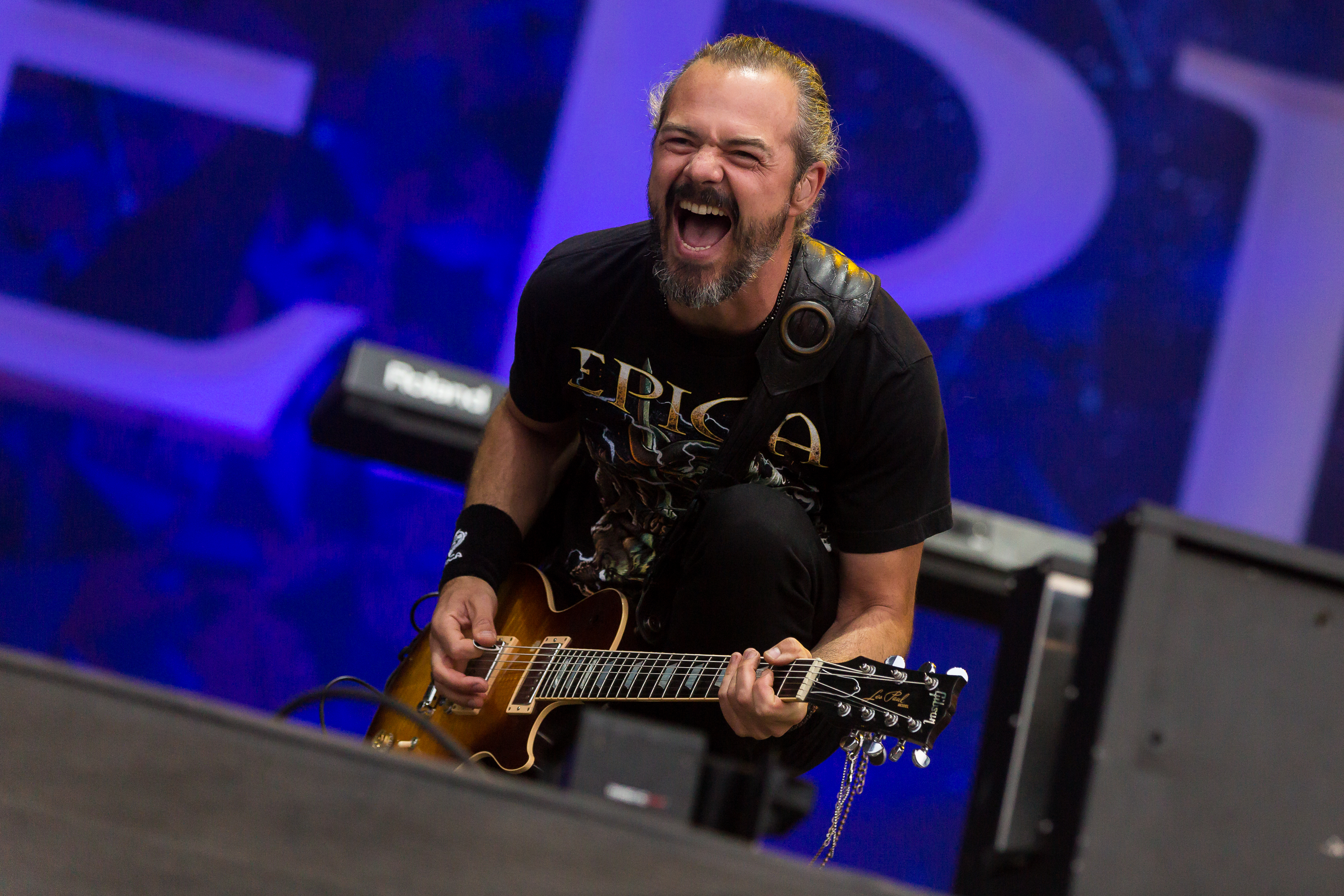
Gitarrist Isaac Delahaye
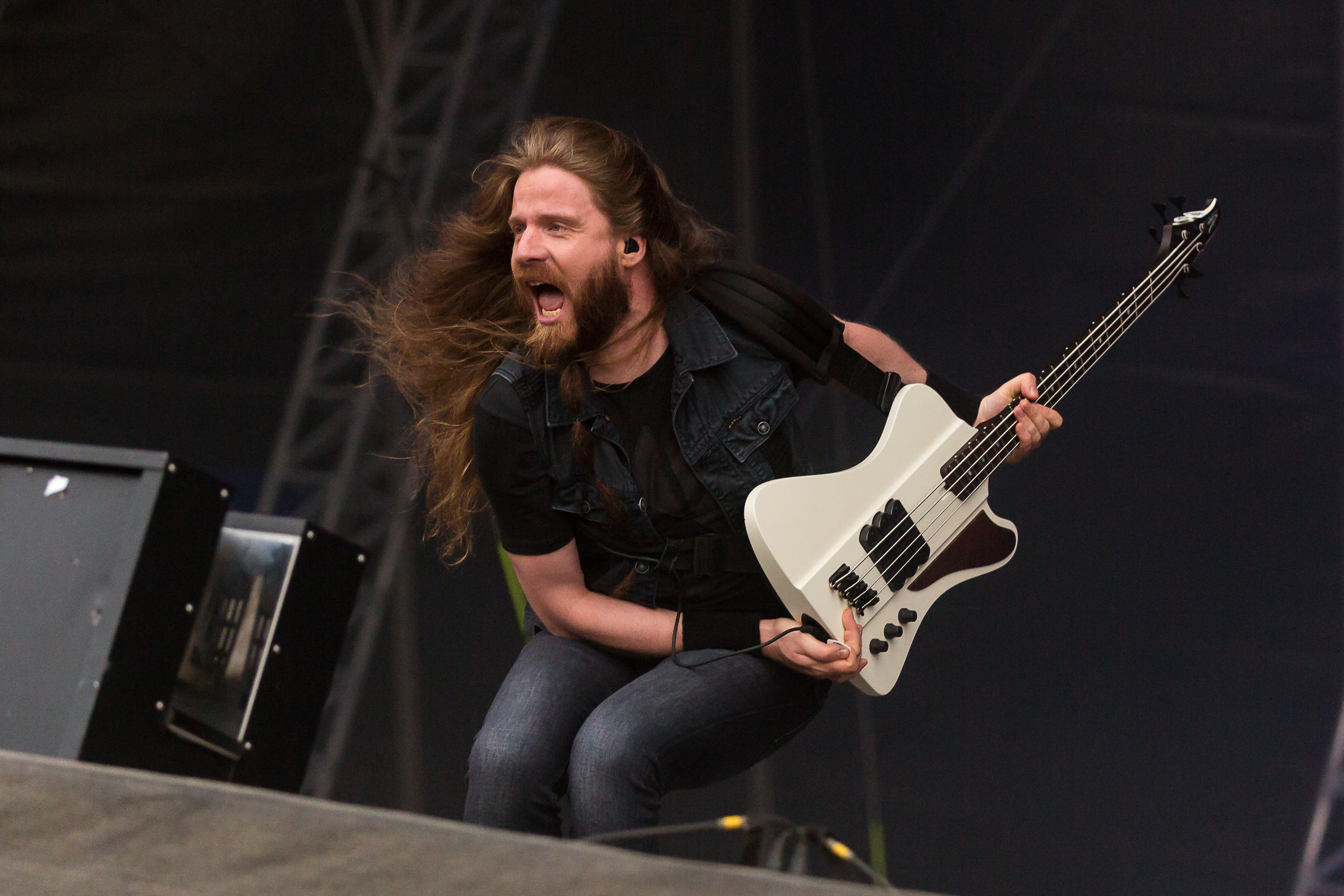
Bassist Rob van der Loo
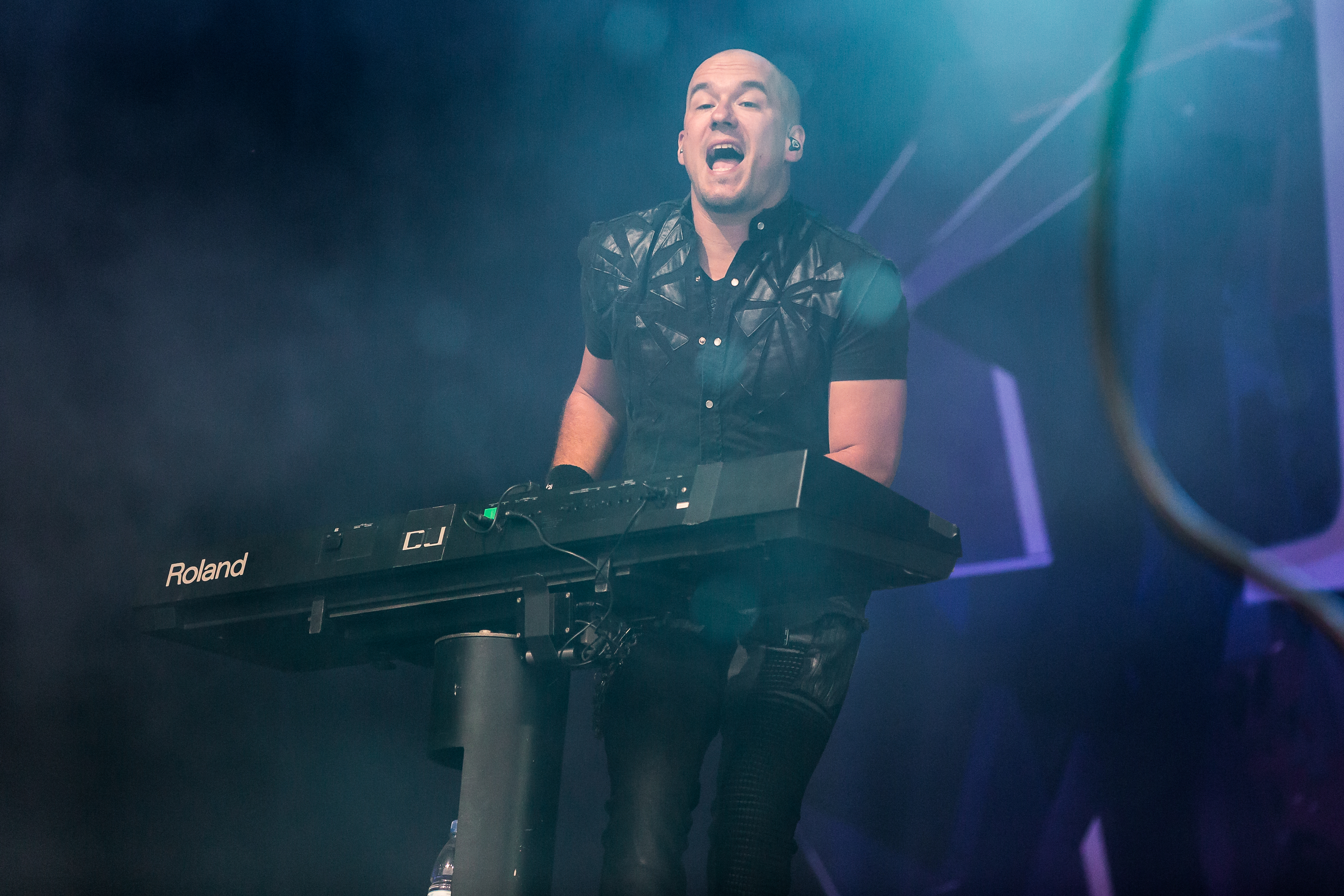
Keyboarder Coen Janssen
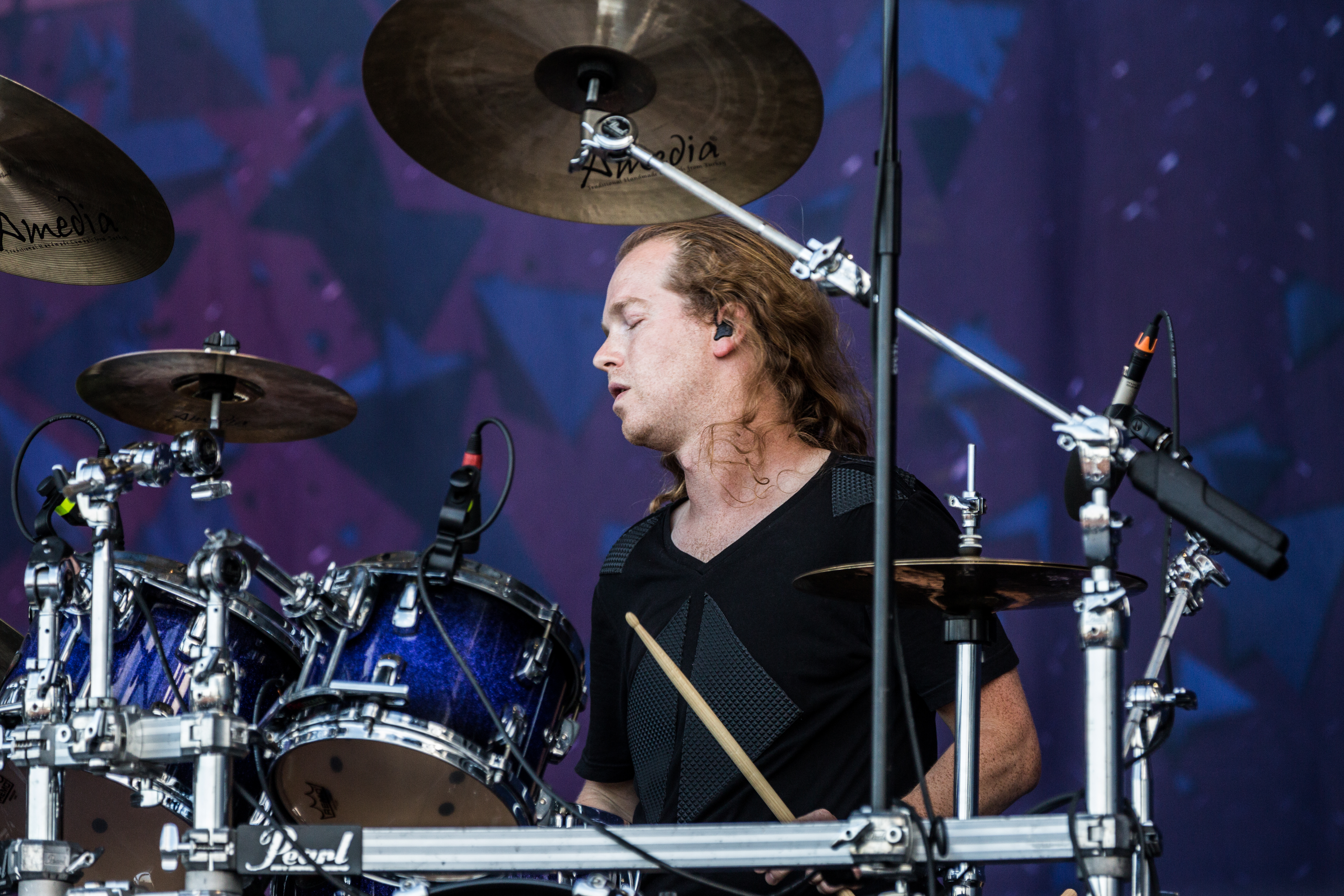
Schlagzeuger Ariën van Weesenbeek (Summer Breeze 2017)

## Diskografie
Studioalben

| Jahr | Titel Musiklabel                          | Höchstplatzierung, Gesamtwochen, AuszeichnungChartplatzierungen (Jahr, Titel, Musiklabel, Platzierungen, Wochen, Auszeichnungen, Anmerkungen) | Höchstplatzierung, Gesamtwochen, AuszeichnungChartplatzierungen (Jahr, Titel, Musiklabel, Platzierungen, Wochen, Auszeichnungen, Anmerkungen) | Höchstplatzierung, Gesamtwochen, AuszeichnungChartplatzierungen (Jahr, Titel, Musiklabel, Platzierungen, Wochen, Auszeichnungen, Anmerkungen) | Höchstplatzierung, Gesamtwochen, AuszeichnungChartplatzierungen (Jahr, Titel, Musiklabel, Platzierungen, Wochen, Auszeichnungen, Anmerkungen) | Höchstplatzierung, Gesamtwochen, AuszeichnungChartplatzierungen (Jahr, Titel, Musiklabel, Platzierungen, Wochen, Auszeichnungen, Anmerkungen) | Höchstplatzierung, Gesamtwochen, AuszeichnungChartplatzierungen (Jahr, Titel, Musiklabel, Platzierungen, Wochen, Auszeichnungen, Anmerkungen) | Anmerkungen                              |
| Jahr | Titel Musiklabel                          | DE | AT | CH | UK | US | NL | Anmerkungen                              |
| ---- | ----------------------------------------- | --- | --- | --- | --- | --- | --- | ---------------------------------------- |
| 2003 | The Phantom Agony Transmission Records    | — | — | — | — | — | NL8 (6 Wo.)NL | Erstveröffentlichung: 5. Juni 2003       |
| 2005 | Consign to Oblivion Transmission Records  | — | — | — | — | — | NL12 (8 Wo.)NL | Erstveröffentlichung: 21. April 2005     |
| 2007 | The Divine Conspiracy Nuclear Blast       | DE41 (1 Wo.)DE | — | CH29 (4 Wo.)CH | — | — | NL9 (5 Wo.)NL | Erstveröffentlichung: 7. September 2007  |
| 2009 | Design Your Universe Nuclear Blast        | DE37 (2 Wo.)DE | AT70 (1 Wo.)AT | CH27 (3 Wo.)CH | — | — | NL8 (6 Wo.)NL | Erstveröffentlichung: 16. Oktober 2009   |
| 2012 | Requiem for the Indifferent Nuclear Blast | DE26 (2 Wo.)DE | AT33 (1 Wo.)AT | CH14 (4 Wo.)CH | — | US105 (1 Wo.)US | NL12 (6 Wo.)NL | Erstveröffentlichung: 9. März 2012       |
| 2014 | The Quantum Enigma Nuclear Blast          | DE11 (3 Wo.)DE | AT30 (1 Wo.)AT | CH17 (4 Wo.)CH | UK53 (1 Wo.)UK | US110 (1 Wo.)US | NL4 (5 Wo.)NL | Erstveröffentlichung: 2. Mai 2014        |
| 2016 | The Holographic Principle Nuclear Blast   | DE9 (3 Wo.)DE | AT21 (1 Wo.)AT | CH8 (3 Wo.)CH | UK46 (1 Wo.)UK | US139 (1 Wo.)US | NL4 (2 Wo.)NL | Erstveröffentlichung: 30. September 2016 |
| 2021 | Omega Nuclear Blast                       | DE4 (3 Wo.)DE | AT15 (1 Wo.)AT | CH5 (4 Wo.)CH | UK73 (1 Wo.)UK | — | NL7 (2 Wo.)NL | Erstveröffentlichung: 26. Februar 2021   |
| 2025 | Aspiral Nuclear Blast                     | DE5 (1 Wo.)DE | AT8 (1 Wo.)AT | CH7 (1 Wo.)CH | — | — | NL2 (1 Wo.)NL | Erstveröffentlichung: 11. April 2025     |